# 동부동굴박쥐
동부동굴박쥐 또는 트라우턴숲박쥐(Vespadelus troughtoni)는 애기박쥐과에 속하는 박쥐의 일종이다. 오스트레일리아에서만 발견된다. 오스트레일리아 동부 해안과 인근 내륙 분포 지역을 따라서 동굴에서 서식한다.